# أندريه إنغرام
أندريه إنغرام (بالإنجليزية: Andre Ingram)‏ مواليد 19 نوفمبر 1985 في ريتشموند، هو لاعب كرة سلة أمريكي. بدأ مسيرته الاحترافية في سنة 2007. يحمل الرقم 10. يبلغ طوله 6 قدم 3 بوصة (1.9 م). لعب مع لوس أنجلوس ديفيندرز في دوري الرابطة الوطنية لفئة التطوير وبرث وايلدكاتز في الدوري الأسترالي لكرة السلة.

## روابط خارجية
- أندريه إنغرام على موقع إن بي أي (الإنجليزية)
- أندريه إنغرام على موقع سبورتس رفرنس (الإنجليزية)
- أندريه إنغرام على موقع كرة السلة الأوروبية.كوم (الإنجليزية)
- أندريه إنغرام على موقع كلية كرة السلة في سبورتس رفرنس.كوم (الإنجليزية)
- أندريه إنغرام على موقع ريلجم (الإنجليزية)
- أندريه إنغرام على موقع بروبوليرز (الإنجليزية)
- أندريه إنغرام على موقع سبورتس رفرنس (الإنجليزية)
- أندريه إنغرام على موقع سبورتس رفرنس (الإنجليزية)